# Oligodon
Oligodon – rodzaj węży z podrodziny Colubrinae w rodzinie połozowatych (Colubridae).

## Zasięg występowania
Rodzaj obejmuje gatunki występujące w Iranie, Turkmenistanie, Afganistanie, Pakistanie, Indiach, Sri Lance, Chinach (włącznie z Tajwanem), Nepalu, Bangladeszu, Bhutanie, Mjanmie, Tajlandii, Wietnamie, Laosie, Kambodży, Malezji, Singapurze, na Filipinach, w Brunei i Indonezji.

## Systematyka

### Etymologia
- Oligodon: gr. ολιγος oligos „mały, krótki”[8]; οδους odous, οδοντος odontos „ząb”[9].
- Simotes: gr. σιμοτης simotēs, σιμοτητος simotētos „zadarty kształt nosa”, od σιμος simos „zadarty nos, płaskonosy”[3]. Gatunek typowy: Coluber russelius Daudin, 1803 (= Coluber arnensis Shaw, 1802).
- Holarchus: gr. ὁλος holos „kompletny, cały”[10]; αρχος arkhos „odbyt”[11]. Gatunek typowy: nie podany.
- Dicraulax: gr. δικρος dikros „rozwidlony”[12]; αυλαξ aulax, αυλακος aulakos „bruzda”[13]. Gatunek typowy: Simotes trinotatus A.M.C. Duméril, Bibron & A.H.A. Duméril, 1854 (= Xenodon purpurascens Schlegel, 1837).

### Podział systematyczny
Do rodzaju należą następujące gatunki: 

- Oligodon affinis Günther, 1862
- Oligodon albocinctus (Cantor, 1839)
- Oligodon ancorus (Girard, 1858)
- Oligodon annamensis Leviton, 1953
- Oligodon annulifer (Boulenger, 1893)
- Oligodon arnensis (Shaw, 1802)
- Oligodon barroni (Smith, 1916)
- Oligodon bitorquatus Boie, 1827
- Oligodon bivirgatus Qian, Qi, Shi, Lu, Jenkins, Mo & Li, 2021
- Oligodon booliati Leong & Grismer, 2004
- Oligodon brevicauda Günther, 1862
- Oligodon calamarius (Linnaeus, 1758)
- Oligodon catenatus (Blyth, 1855)
- Oligodon chinensis (Günther, 1888)
- Oligodon cicadophagus Pauwels, Donbundit, Sumontha & Meesook, 2025
- Oligodon cinereus (Günther, 1864)
- Oligodon condaoensis Nguyen, Nguyen, Le & Murphy, 2016
- Oligodon cruentatus (Günther, 1868)
- Oligodon culaochamensis Nguyen, Nguyen, Nguyen, Phan, Jiang & Murphy, 2017
- Oligodon cyclurus (Cantor, 1839)
- Oligodon deuvei David, Vogel & van Rooijen, 2008
- Oligodon dorsalis (Gray, 1834)
- Oligodon eberhardti Pellegrin, 1910
- Oligodon erythrogaster Boulenger, 1907
- Oligodon erythrorhachis Wall, 1910
- Oligodon everetti Boulenger, 1893
- Oligodon fasciolatus (Günther, 1864)
- Oligodon forbesi (Boulenger, 1883)
- Oligodon formosanus (Günther, 1872)
- Oligodon hamptoni Boulenger, 1918
- Oligodon huahin Pauwels, Larsen, Suthanthangjai, David & Sumontha, 2017
- Oligodon inornatus (Boulenger, 1914)
- Oligodon jintakunei Pauwels, Wallach, David & Chanhome, 2002
- Oligodon joynsoni (Smith, 1917)
- Oligodon juglandifer (Wall, 1909)
- Oligodon kampucheaensis Neang, Grismer & Daltry, 2012
- Oligodon kheriensis Acharji & Ray, 1936
- Oligodon lacroixi Angel & Bourret, 1933
- Oligodon lipipengi Jiang, Wang, Li, Ding, Ding & Che, 2020
- Oligodon lungshenensis Zheng & Huang, 1978
- Oligodon macrurus (Angel, 1927)
- Oligodon maculatus (Taylor, 1918)
- Oligodon mcdougalli Wall, 1905
- Oligodon melaneus Wall, 1909
- Oligodon melanozonatus Wall, 1922
- Oligodon meyerinkii (Steindachner, 1891)
- Oligodon modestus Günther, 1864
- Oligodon moricei David, Vogel & van Rooijen, 2008
- Oligodon mouhoti (Boulenger, 1914)
- Oligodon nagao David, Nguyen, Nguyen, Jiang, Chen, Teynié & Ziegler, 2012
- Oligodon nikhili Whitaker & Dattatri, 1982
- Oligodon notospilus Günther, 1873
- Oligodon ocellatus (Morice, 1875)
- Oligodon octolineatus (Schneider, 1801) – oligodon pasiasty[14]
- Oligodon ornatus Van Denburgh, 1909
- Oligodon perkinsi (Taylor, 1925)
- Oligodon petronellae de Rooij, 1917
- Oligodon phangan Pauwels, Thongyai, Chantong & Sumontha, 2021
- Oligodon planiceps (Boulenger, 1888)
- Oligodon praefrontalis Werner, 1913
- Oligodon promsombuti Pauwels, Thongyai, Chantong & Sumontha, 2021
- Oligodon propinquus Jan, 1862
- Oligodon pseudotaeniatus David, Vogel & van Rooijen, 2008
- Oligodon pulcherrimus Werner, 1909
- Oligodon purpurascens (Schlegel, 1837)
- Oligodon rostralis Nguyen, Tran, Nguyen, Neang, Yushchenko & Poyarkov, 2020
- Oligodon russelius (Daudin, 1803)
- Oligodon saintgironsi David, Vogel & Pauwels, 2008
- Oligodon saiyok Sumontha, Kunya, Dangsri & Pauwels, 2017
- Oligodon signatus (Günther, 1864)
- Oligodon speleoserpens Pawangkhanant, Poyarkov, Ward-Smith, Grassby-Lewis, Sumontha, Kliukin, Idiiatullina, Trofimets, Suwannapoom & Lee, 2024
- Oligodon splendidus (Günther, 1875)
- Oligodon sublineatus Duméril, Bibron & Duméril, 1854
- Oligodon taeniatus (Günther, 1861)
- Oligodon taeniolatus (Jerdon, 1853)
- Oligodon teyniei David, Hauser & Vogel, 2022
- Oligodon theobaldi (Günther, 1868)
- Oligodon tillacki Bandara, Ganesh, Kanishka, Danushka, Sharma, Campbell, Ineich, Vogel & Amarasinghe, 2022
- Oligodon tolaki Amarasinghe, Henkanaththegedara, Campbell, Riyanto, Hallermann & Vogel, 2021
- Oligodon torquatus (Boulenger, 1888)
- Oligodon transcaspicus (Nikolsky, 1903)
- Oligodon travancoricus Beddome, 1877
- Oligodon trilineatus (Duméril, Bibron & Duméril, 1854)
- Oligodon tuani Nguyen, Le, Vo & Murphy, 2022
- Oligodon unicolor (Kopstein, 1926)
- Oligodon venustus (Jerdon, 1853)
- Oligodon vertebralis Günther, 1865
- Oligodon waandersi (Bleeker, 1860)
- Oligodon wagneri David & Vogel, 2012
- Oligodon woodmasoni (Sclater, 1891)
- Oligodon zhangfujii Jiang, Wu, Huang, Ren, Gao, Lyu & Li, 2024

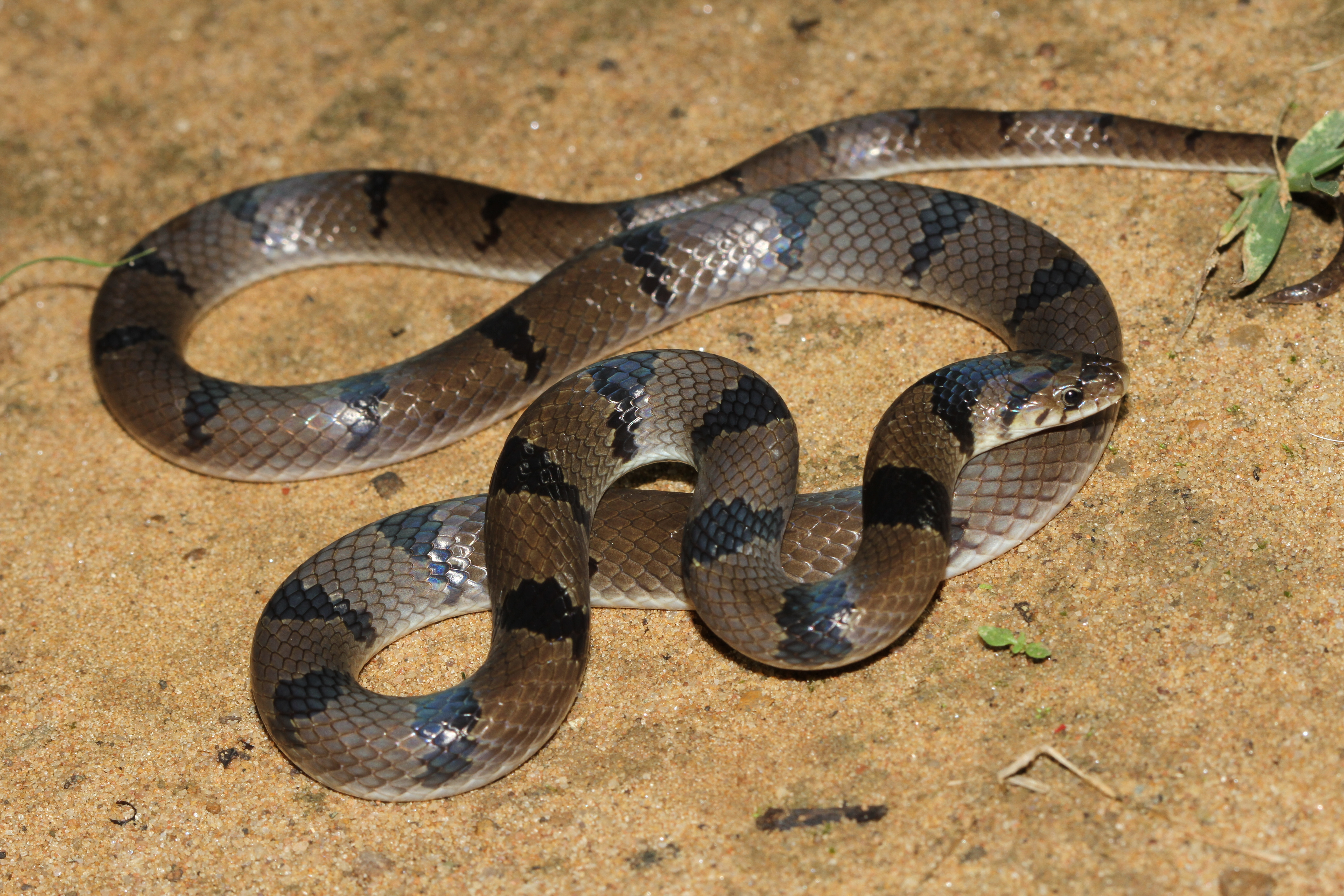
O. arnensis
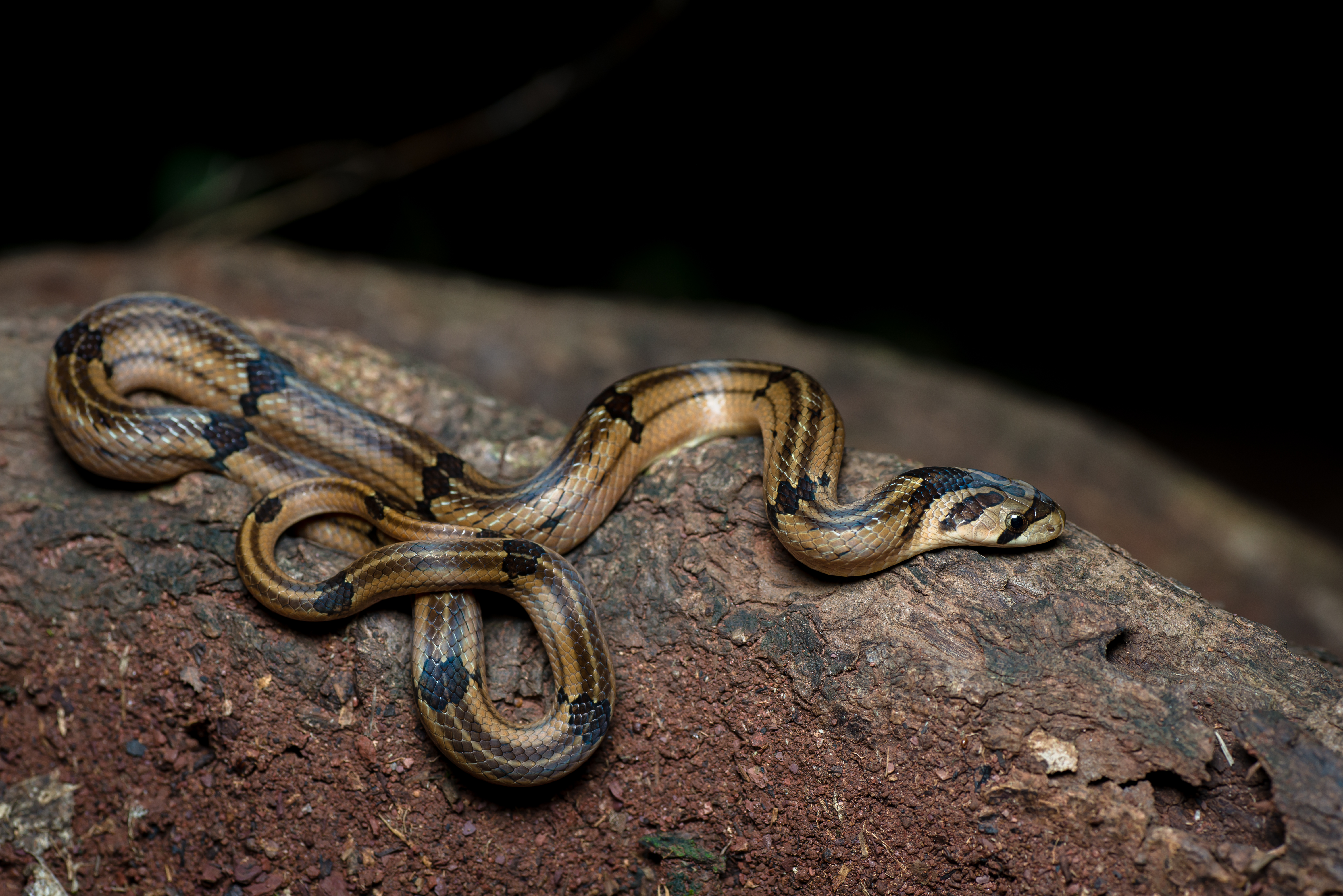
O. catenatus
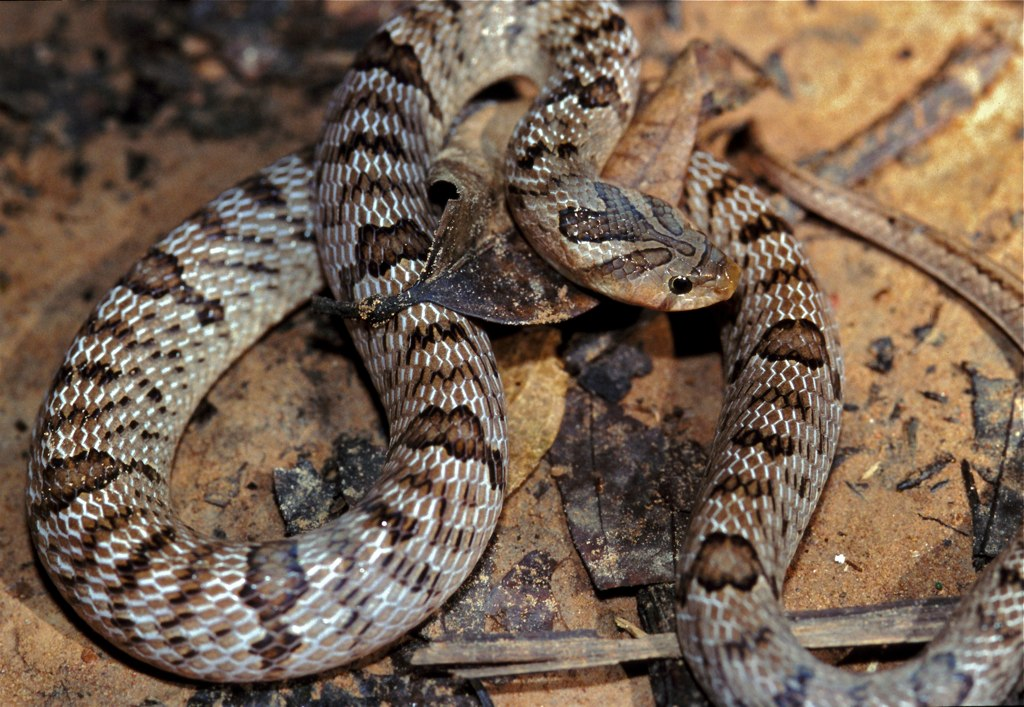
O. fasciolatus
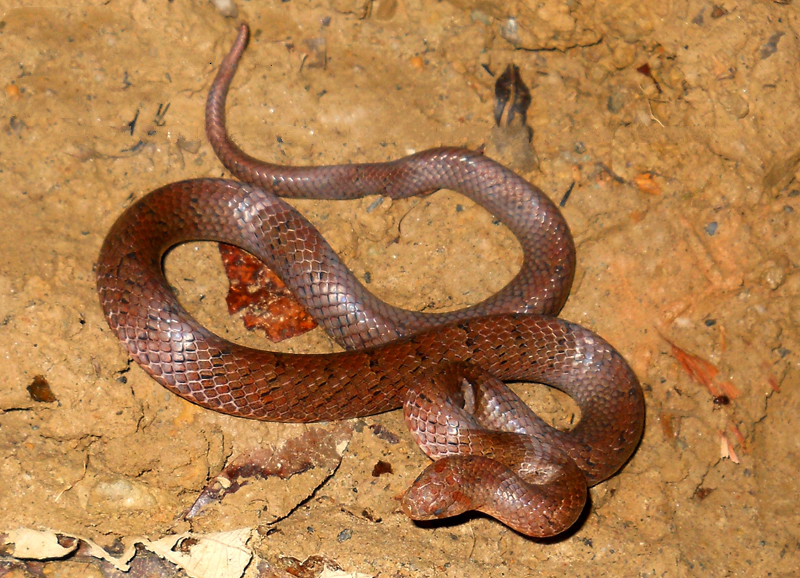
O. cinereus
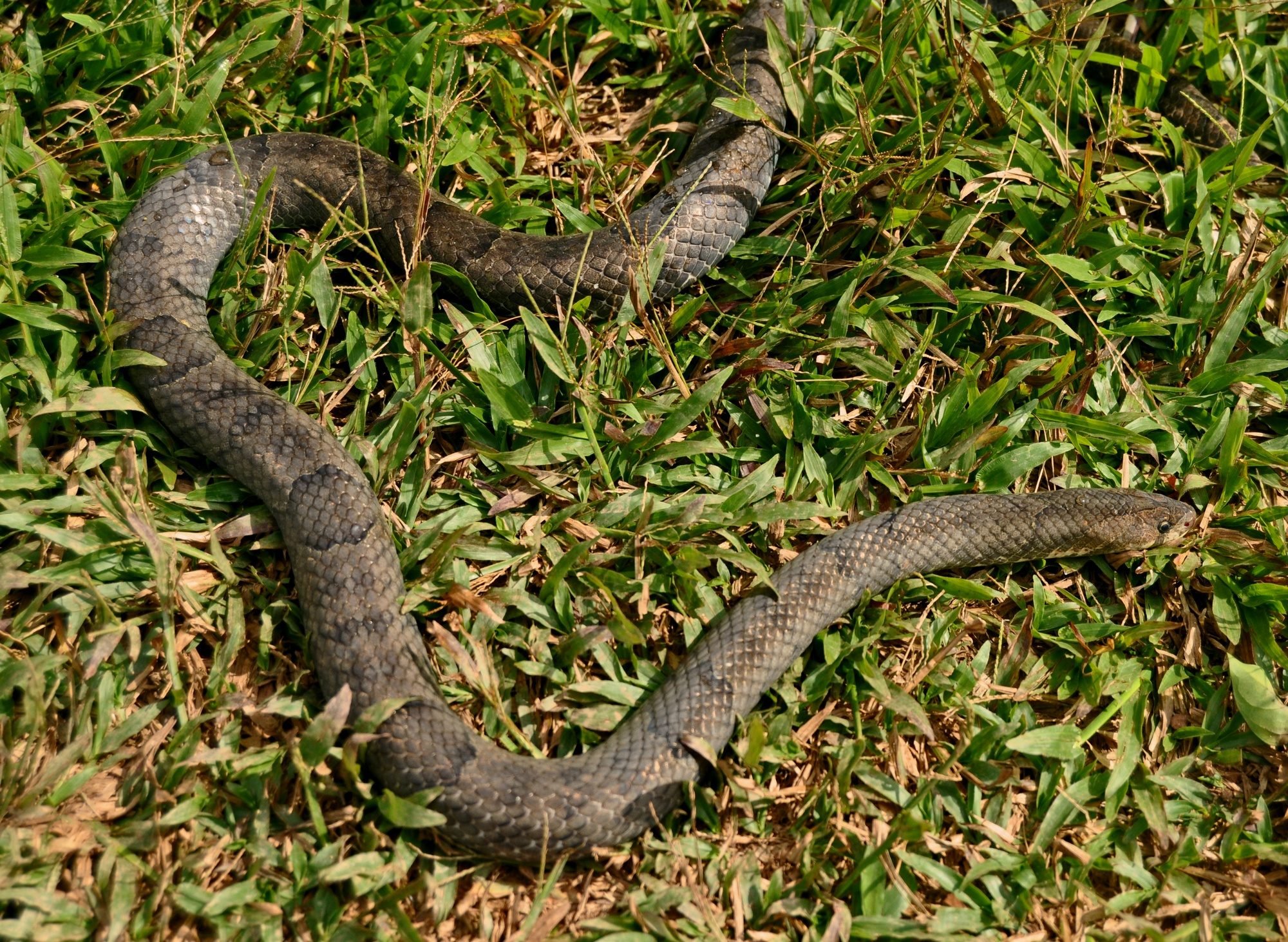
O. purpurascens
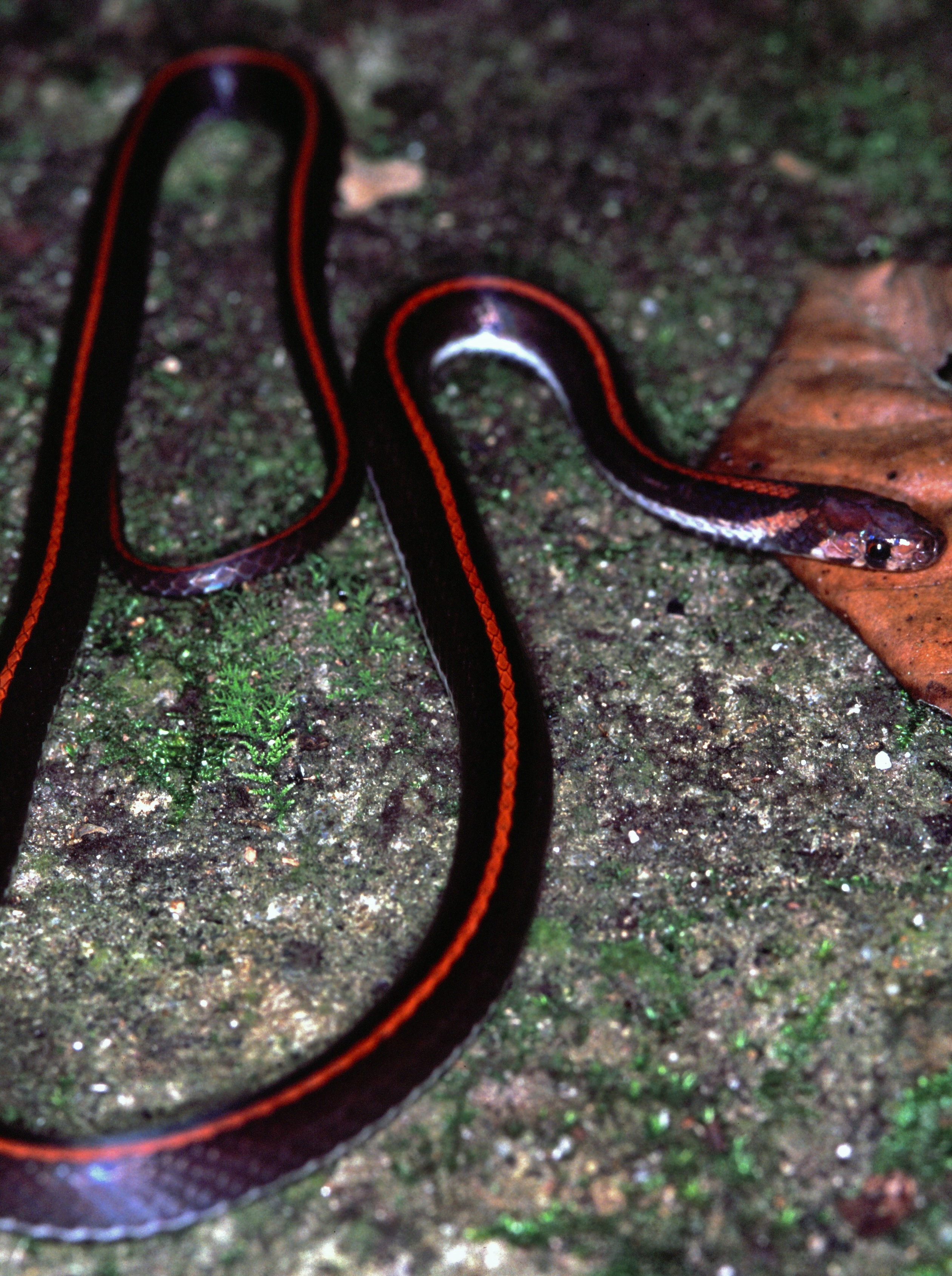
O. trilineatus